# 阿莱罗纳
阿莱罗纳（義大利語：Allerona），是意大利特尔尼省的一个市镇。总面积82.21平方公里，人口1875人，人口密度22.8人/平方公里（2009年）。ISTAT代码为055002。